# Albano de Sousa Dias
Albano de Sousa Dias (Lourenço Marques, 3 de Fevereiro de 1922 - Lourenço Marques, 27 de Julho de 1968) foi um engenheiro português.

## Biografia
Foi diplomado pela Faculdade de Engenharia da Universidade do Porto.
Em 1948, ingressou nos Caminhos de Ferro de Moçambique, na Brigada de Estudos e Construção. Após estagiar em diversos serviços, assumiu a função de engenheiro-chefe de Via e Obras naquela empresa em 6 de Novembro de 1953. Dois anos depois, passou a fazer parte da direcção, na cidade da Beira, e em 1959 serviu na Direcção de Exploração, passando a subdirector desta divisão em 1961. Também ocupou a posição de director no Clube Ferroviário de Moçambique, tendo sido o principal impulsionador para a construção dos Estádios da Machava, em Maputo, e do Ferroviário, na Beira, de vários campos de ténis, e da Colónia Praia do Bilene.
Faleceu em 1968, vítima de um ataque cardíaco.